# Eois warreni
Eois warreni är en fjärilsart som beskrevs av Paul Dognin 1913. Eois warreni ingår i släktet Eois och familjen mätare. Inga underarter finns listade i Catalogue of Life.